# Liolaemus punmahuida
Liolaemus punmahuida — вид ігуаноподібних ящірок родини Liolaemidae. Ендемік Аргентини.

## Поширення і екологія
Liolaemus punmahuida мешкають в провінції Неукен, на схилах вулкану Тромен в департаменті Чос-Малаль та на схилах гори Домуйо в департаменті Мінас. Вони живуть на пустищах Патагонії, на висоті від 2690 до приблизно 3000 м над рівнем моря. Є всеїдними і живородними.